# Keitt
Keitt è una cultivar di mango a maturazione tardiva originaria della Florida.

## Storia
Si è sempre creduto che la Keitt originasse da un semenzale della cultivar Mulgoba piantanta nella proprietà della signora J.N. Keitt a Homestead, Florida
nel 1939. Comunque recenti analisi genetiche suggeriscono che Keitt sia affettivamente un semenzale di Brooks (il che aiuterebbe a spiegare la sua maturazione tardiva e grande dimensione del frutto). La cultivar fu riconosciuta e gli fu attribuito un nome nel 1945, dopo di che ha acquisito rapidamente successo commerciale a causa del suo profumo, della sua mancanza di fibre e produttività. La mancanza di colore del frutto, e le sue dimensioni molto più grandi della maggior parte delle cultivar hanno impedito che esso diventasse una varietà commerciale più diffusa. Ha comunque guadagnato popolarità tra i coltivatori della Florida e resta una delle cultivar più impiantate in quello stato.

## Descrizione
L'albero è molto vigoroso, ma tende a non superare l'altezza di 6 metri. Ha l'abitudine a sviluppare una chioma bassa ed aperta e non a crescere compatto come molte altre varietà di mango. La produzione di frutta è relativamente cospicua e regolare.
Il frutto è piuttosto grande, con alcuni frutti che superano abbondantemente il chilo. Essi sono di forma ovoidale con un lieve becco sul fondo. Il colore dell'epidermide è tipicamente verde con un lieve arrossamento. La polpa è priva di fibra, dolce e pungente, con un seme monoembrionico. Il frutto generalmente ha una buona resistenza alle malattie e matura da agosto a settembre, spesso persino in ottobre, facendo di esso una delle più importanti varietà tardive.